# بارنارد بی
بارنارد بی (انگلیسی: Barnard's Star b) یک سیاره فراخورشیدی شبه ابرزمین و یخی است که به‌دور ستاره بارنارد واقع در کهکشان ماراَفسای (حوا) می‌گردد. این سیاره با همکاری اخترشناسانی از سرتاسر جهان در ۱۴ نوامبر ۲۰۱۸ کشف شد. این سیاره ۶ سال نوری از زمین فاصله دارد و تنها سیارهٔ تاییدشدهٔ ستاره بارنارد است. وجود این سیاره در سال ۲۰۲۱ مورد تردید قرار گرفت، زیرا سیگنال سرعت شعاعی با دوره مداری سیاره ای در داده‌های جدیدتر دیده نمی‌شوند.